# 殺戮地帶2
《殺戮地帶2》是由歐洲索尼電腦娛樂（SCEE）旗下 Guerrilla Games所開發的PlayStation 3平台第一人稱射擊遊戲。作为PS2《殺戮地帶》的續篇作品，游戏以人類大舉移民銀河系外星球的未來世界為舞台，敘述赫尔盖斯特(Helgast)與ISA兩大勢力所爆發的星際大戰。
遊戲以充分發揮PlayStation 3硬體效能為前提全力打造，具備細緻擬真的畫面、生動的特效與高互動性的場景。除了富含戲劇性的單人故事模式外，並收錄有多人連線對戰模式。

## 外部連結
- 殺戮地帶2官方網站
- Guerrilla-Games官方網站 （页面存档备份，存于）